# Naučná stezka Lednické rybníky
Naučná stezka Lednické rybníky je naučná stezka, tvořící okruh okolo Lednických rybníků. Celková délka trasy je 15 km a nachází se na ní 17 zastavení. K jejímu otevření došlo v roce 2002. NS je vhodná pro pěší i pro cyklisty.

## Vedení trasy
Značení naučné stezky sice začíná už v Lednici v zámeckém parku, ale vlastní stezka až na hrázi Mlýnského rybníka u rozcestí Lednice-rybníky-sever. Tady stezka zahýbá doleva a celý rybník obchází až do autokempu Apollo. U autokempu se stáčí doprava a pokračuje okolo Apollónova chrámu a vyhlídky Lednické rybníky k železniční trati na hrázi s Prostředním rybníkem. Po přechodu přes koleje se na rozcestí Lednice-rybníky-jih na chvíli stáčí doprava, ale po pár metrech znovu odbočuje doleva a okolo Prostředního rybníka vede k silnici II/422. Poněkud stranou ponechává Nový Dvůr i Tři Grácie (jízdárnu i o něco vzdálenější chrám), které jsou vidět průseky. Po překročení silnice pokračuje podél Hlohoveckého rybníka, okrajem obce Hlohovec k Hraničnímu zámku, kde se trasa dělí. Doleva vede odbočka proti proudu potoka Včelínek k rybárně na břehu rybníka Nesyt a okolo rybníka na okraj obce Sedlec; celou cestu od zámečku přitom sleduje modrou turistickou značku. Cesta od zámečku doprava pak sleduje žlutou turistickou značku a doobchází Hlohovecký rybník k silnici II/422 s Bezručovou alejí a okolo Rybničního zámečku po břehu Prostředního rybníka zpátky na začátek na hrázi Mlýnského rybníka.